# Yoka Lokito
 (octobre 2024).
Yoka Lokito est un groupe de musiciens originaire du Congo Kinshasa qui atteint la notoriété au début des années 1980 avec l'arrivée de la télévision publique au Cameroun.

## Biographie

### Formation et débuts
Les artistes du groupe Yoka Lokito sont originaires de la République démocratique du Congo.  
Très tôt passionnsé par la musique et la scène, ils sont bercés en écoutant des icônes de la rumba congolaise telles que Franco Luambo Makiadi, Tabu Ley Rochereau et Papa Wemba, qui deviendront plus tard ses principales sources d'inspiration. Une fois installé au Cameroun, ils s'imprègnent de la musique locale et produisent une musique mixte congolaise et makossa camerounais.
Le groupe était constitué de Banalo en chef d'orchestre et guitare basse, de Dady et Aimedo au chant et de Dollard à la guitare rythmique.

### Carrière musicale
Le groupe fait ses débuts en 1987 dans l'émission musicale télévisée "Télépodium" animé par Elvis Kemayo.
Rendus célèbres par la télévision camerounaise, ils sont régulièrement à l'affiche des émissions de détente de la CRTV.

## Discographie
- 1989 : Atterrissage Forcé[2]